# Collectie (wiskunde)
In de verzamelingenleer, een deelgebied van de wiskunde, is een collectie een aantal bij elkaar horende wiskundige objecten. Het woord wordt vooral informeel gebruikt, als men niet wil of kan aangeven om wat wat voor collectie het gaat. Voorbeelden van collecties, die echter alle specifieke eisen aan de collectie of de elementen ervan stellen en daarom niet algemeen gebruikt kunnen worden, zijn verzamelingen, klassen, families en multisets.
- MathWorld. Collection.